# Serdar Şenkaya
Mehmet Serdar Şenkaya (* 28. Juli 1961 in Bolu) ist ein ehemaliger türkischer Fußballspieler.

## Sportlicher Werdegang
Şenkaya debütierte für den seinerzeitigen Zweitligisten Düzcespor im türkischen Profifußball. 1986 wechselte er zum aus der 1. Lig abgestiegenen Ligakonkurrenten Sakaryaspor, mit dem der Offensivspieler aufgrund der besseren Tordifferenz gegenüber dem punktgleichen Konyaspor als Staffelsieger den direkten Wiederaufstieg schaffte. In der Spielzeit 1987/88 gelang als Tabellenelfter der Klassenerhalt, zudem erreichte er mit dem Klub das Endspiel um den Türkiye Kupası 1987/88. Auf dem Weg dorthin gelang unter anderem ein 5:1-Auswärtssieg bei Fenerbahçe Istanbul, zu dem er zwei Tore beitrug. In den Finalspielen gegen Samsunspor blieb er zwar ohne Treffer, die Mannschaft holte jedoch nach einem 2:0-Heimsieg und einem 1:1-Remis im Rückspiel den Titel und mit acht Treffern wurde er dennoch Torschützenkönig des Wettbewerbs.
Durch seine Treffer bei der höchsten Heimniederlage in über 80 Jahren hatte Şenkaya die Vereinsverantwortlichen von Fenerbahçe Istanbul überzeugt, die ihn sowie die Mannschaftskameraden Oğuz Çetin, Aykut Kocaman und Turhan Sofuoğlu im Sommer 1988 in die größte Stadt der Türkei lotsten. Während die anderen Neulinge sich etablierten und zu türkischen Nationalspielern avancierten, konnte er sich jedoch nicht dauerhaft als Stammspieler festspielen. In der Spielzeit 1988/89 trug er mit 23 Saisoneinsätzen zum Gewinn des Meistertitels bei. Im Pokalwettbewerb 1988/89 stand er zudem erneut im Endspiel, das im Lokalderby gegen Beşiktaş Istanbul mit zwei Niederlagen verloren ging. In der folgenden Spielzeit fiel er langfristig verletzt aus und war in der Folge kaum mehr als ein Ergänzungsspieler. 
Im September 1991 wechselte Şenkaya zu Malatyaspor, kehrte aber bereits im Oktober dem Klub den Rücken und zu Sakaryaspor zurück. Hier beendete er 1993 seine aktive Profilaufbahn.